# Emilio de Ojeda y Perpiñán
Emilio de Ojeda y Perpiñán (1845-1911) fue un diplomático y político español. Fue ministro de Estado interino y embajador español ante la Santa Sede a principios del siglo XX.

## Biografía
Nació en Tarazona el 29 de julio de 1845. Era hijo del sevillano Manuel de Ojeda y Palomo, tenor lírico, funcionario, hombre de negocios y cortesano, y de Agustina Perpiñán Sarabia, hija a su vez de los barones de la Torre, así como hermano del político, presidente de la Diputación de Zaragoza y Alcalde de Zaragoza, Alfredo de Ojeda Perpiñán.
Se casó con Julia Brooke y tuvo tres hijos Gonzalo de Ojeda y Brooke, Jaime de Ojeda Brooke y Luz de Ojeda y Brooke y fue abuelo del diplomático Jaime de Ojeda y Eiseley.
Falleció en Biarritz el 4 de junio de 1911, ciudad donde está enterrado.

### Vida diplomática y política
Tras acabar la carrera de Derecho, ingresó en la carrera diplomática, con dieciocho años fue ascendiendo por todos sus puestos, y empezó siendo joven de lenguas en China y dos años más tarde en Macao. El 27 de julio de 1866 fue nombrado agregado de número de la embajada ante la Santa Sede donde estaría tres años y luego fuera destinado a San Petersburgo a principios de 1869.
Ese mismo año, volvió a la Santa sede para ser agregado diplomático de número, y a mediados de año en julio ascendió a secretario de segunda en Legación en Tokio. En 1872 le nombraron secretario de segunda en Washington D. C., y no tomó posesión, ya que fue designado en Japón hasta 1877, que fue destinado al Reino de Italia. 
Después en 1879 ascendió a secretario de primera en la legación de Londres, donde estuvo hasta 1882, donde le destinaron a Bolivia, donde fue encargado de negocios y cónsul general, y luego fuera ascendido en Montevideo  al puesto de ministro residente y en 1884 fue destinado a Bucarest, aunque no juró cargos ya que fue destinado en junio a Perú.
En 1888 fue destinado a Argentina, donde fue ascendido a ministro plenipotenciario de segunda clase y después a Atenas como ministro residente. En 1890 volvió a Perú , donde luego sería destinado Bolivia. En 1894 fue destinado en Marruecos, donde estaría hasta 1902. Durante Su estancia en Tánger, se le nombró secretario de la Delegación Española que intervino en la firma del Tratado de París que, en 1898, puso fin a la guerra de Cuba.
Tras la estancia en Tánger, fue destinado a Estados Unidos y ascendió a ministro plenipotenciario de primera clase en 1902, fue nombrado subsecretario del Ministerio de Estado, y rey de armas de la Orden del Toisón de Oro, y tras la muerte del ministro Juan Manuel Sánchez y Gutiérrez de Castro fue nombrado ministro de Estado interino desde el 23 de junio de 1906 al 30 de junio de 1906, hasta la asunción del nuevo titular, Juan Pérez Caballero y Ferrer. Ese mismo año se le nombró embajador ante la Santa Sede, puesto en el que estuvo hasta su muerte.

## Órdenes

### Españolas
- Rey de Armas de la Orden del Toisón de Oro[2]
- Gran Cruz de Isabel la Católica[2]
- Comendador de número de Carlos III[2]

### Extranjeras
- Gran Cruz de San Miguel de Baviera
- Gran Cruz de la orden de Cristo
- Gran Cruz de la orden de la Concepción de Villaviciosa[2]
- Gran Cruz de Santa Ana
- Gran Cruz de la Orden de la Corona de Italia
- Gran Cruz de la Estrella Polar
- Gran Cruz de la Real Orden Victoriana
- Gran Cruz de la Corona de Prusia[2]
- Gran Cruz de la Orden Pontificia del Santo Sepulcro de Jerusalén[2]
- 1907: Caballero de primera clase de la Orden imperial de la Corona de Hierro.[2] (Imperio Austroahúngaro)
- Gran Cruz de la Orden de la Corona de Rumania
- Gran Cruz del Salvador, de Grecia
- Gran Cruz de la Orden de Gloria de Túnez[2]
- Gran Oficial de la Legión de Honor
- Caballero de la Orden Piana, de la Santa Sede[2]
- Banda Sol y el León, de Persia[2]
- Banda del Doble Dragón, de China[1]